# Чіловий хлопець
«Чіловий хлопець» (англ. «Chill Guy», кириліз.: чіл ґай), спочатку відомий як «Мій новий персонаж» (англ. «My new character») — інтернет-мем та цифровий малюнок, вперше опублікований художником Філіпом Бенксом у Twitter 4 жовтня 2023 року. На малюнку зображено антропоморфного пса, одягненого в сірий светр, блакитні джинси та червоні кросівки з «чіловим» (розслабленим) та усміхненим виразом обличчя, що тримає руки в кишенях.
Згідно зі ЗМІ, мем викликав резонанс в Інтернеті, оскільки вважався жартівливим, проте в той же час наповненим філософським змістом, близьким багатьом людям, що заохочує «не стресувати» та підходити до життя з «розслабленим ставленням».

## Історія
Хоча малюнок мав певний успіх після публікації, він став вірусним лише через рік, 30 серпня 2024 року, коли користувач TikTok відредагував його, поєднавши з іншими популярними на той час мемами. У наступні дні малюнок привернув увагу десятків мільйонів людей, а також корпорацій, зокрема Atlanta Hawks і AMC Theatres, які використали твір у своїх рекламних акціях.
Зображення вдруге стало вірусним 20 листопада 2024 року, переважно у TikTok, зокрема в результаті створення криптомонети під назвою «CHILLGUY», вартість якої швидко зросла до ринкової капіталізації в 488 мільйонів доларів США. У результаті популярність монети, яка не була схвалена оригінальним творцем Бенксом, спонукала його законно захищати авторські права. Після цього монета впала приблизно вдвічі від своєї вартості, а проти Бенкса розпочався доксинг. Щоб уникнути подальших переслідувань він був змушений зробити свій профіль у Twitter приватним.